# Carnaval de Dunkerque
 (février 2021).
- Si vous ne connaissez pas le sujet, laissez ce bandeau (vous pouvez alors contacter les auteurs).
- Si vous supprimez le contenu mis en cause (vous pouvez préalablement contacter les auteurs),

argumentez précisément cette suppression dans la page de discussion
(un manque de référence n'est pas un argument ; une recherche réelle de référence doit avoir été effectuée, être formellement documentée).
 (février 2021).
Si vous disposez d'ouvrages ou d'articles de référence ou si vous connaissez des sites web de qualité traitant du thème abordé ici, merci de compléter l'article en donnant les références utiles à sa vérifiabilité et en les liant à la section « Notes et références ».
Le carnaval de Dunkerque est l’ensemble des festivités qui ont lieu dans l’agglomération dunkerquoise aux alentours de Mardi gras.
On distingue :	 
- les bandes : les carnavaleux défilent dans les rues derrière la musique (la « clique »), conduite par un tambour-major.
- les bals : les carnavaleux se retrouvent la nuit dans les grandes salles de l'agglomération, pour faire la fête, en mêlant chansons carnavalesques et musique contemporaine, au profit d'associations.

C'est aussi à cette période que l'on peut entendre parler le patois dunkerquois de façon très appuyée.

## Origines du Carnaval

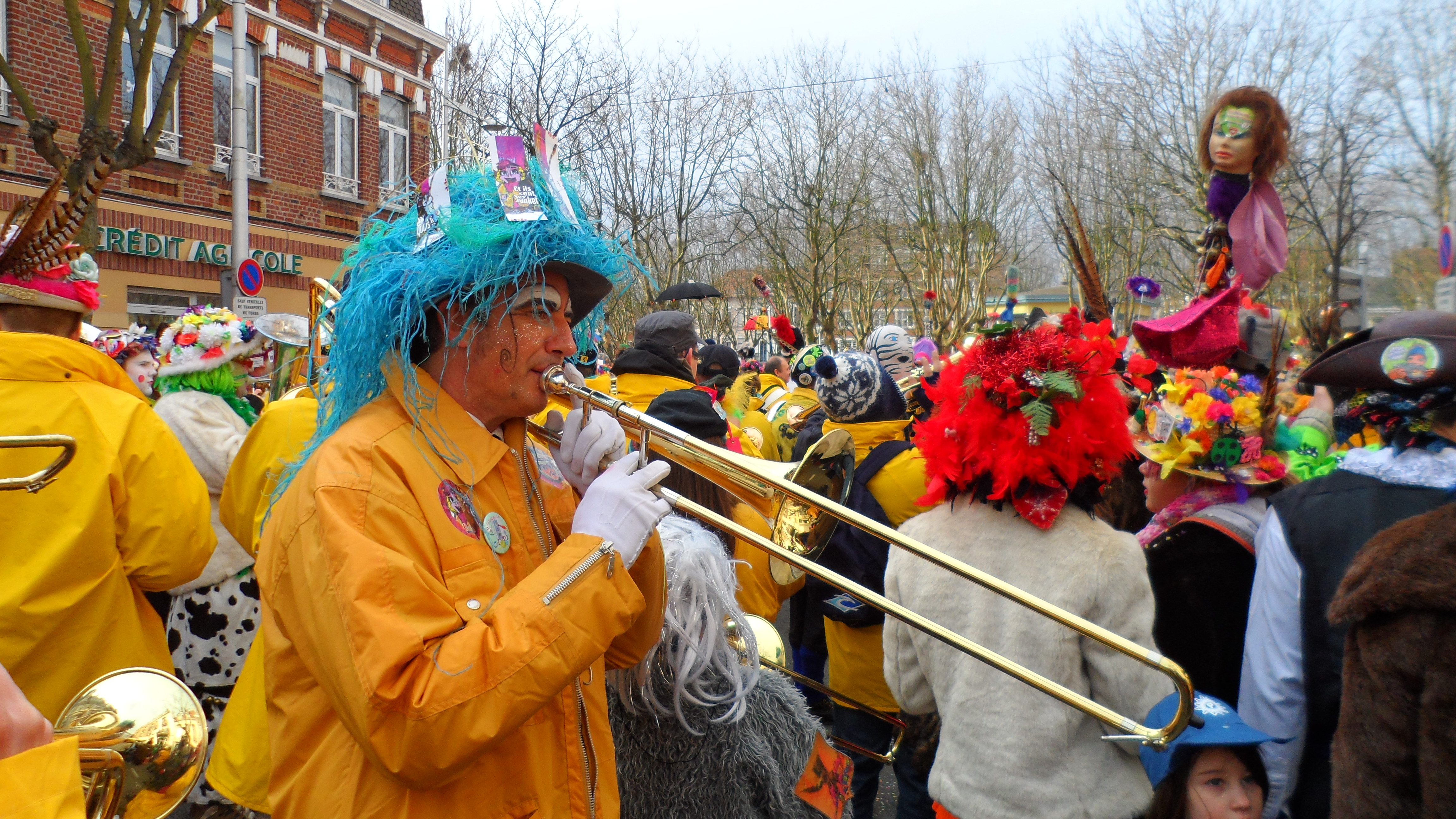
Tromboniste de la « clique »

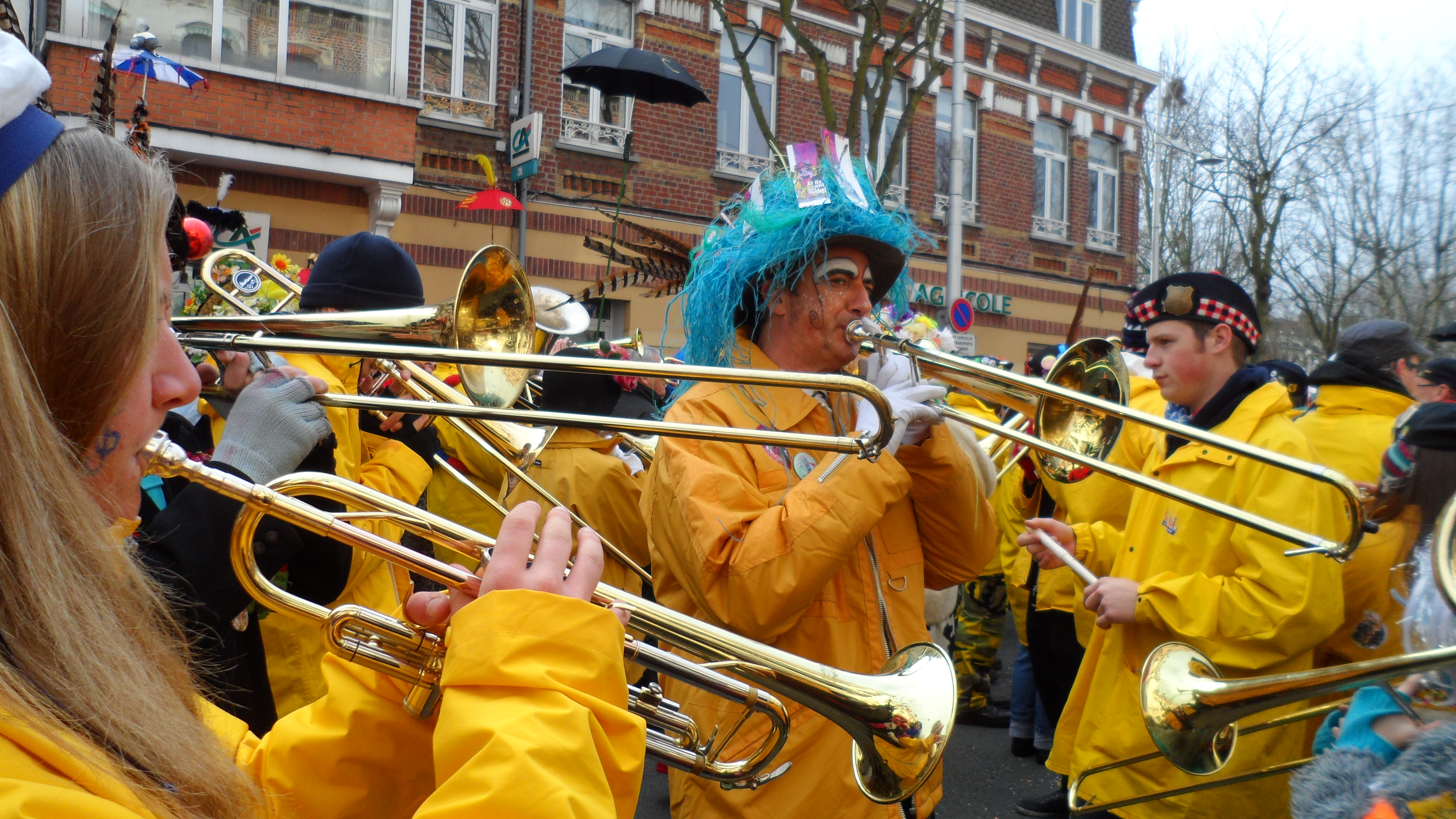
Trompettiste et trombonistes de la « clique »

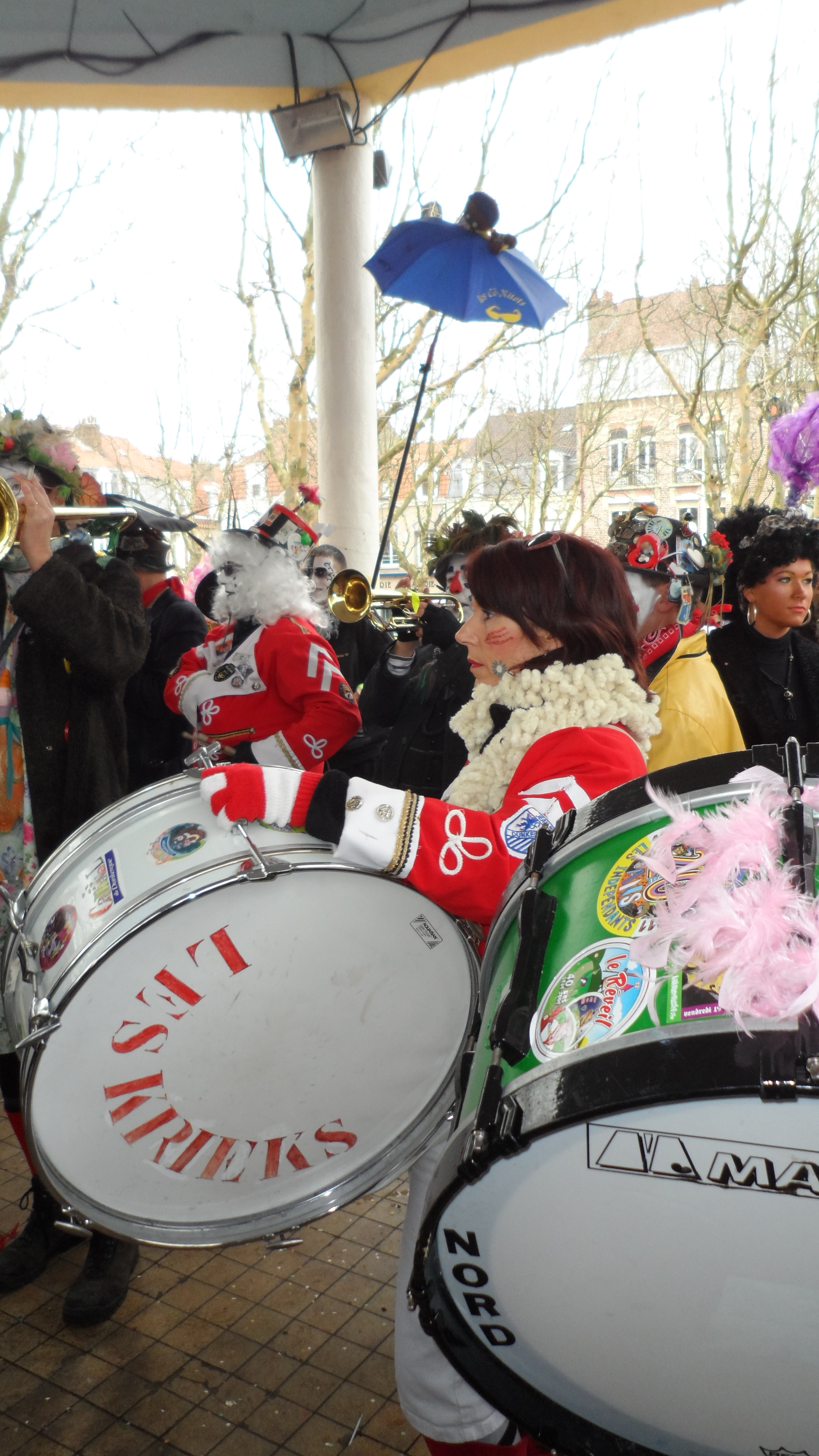
Joueuse de grosse caisse

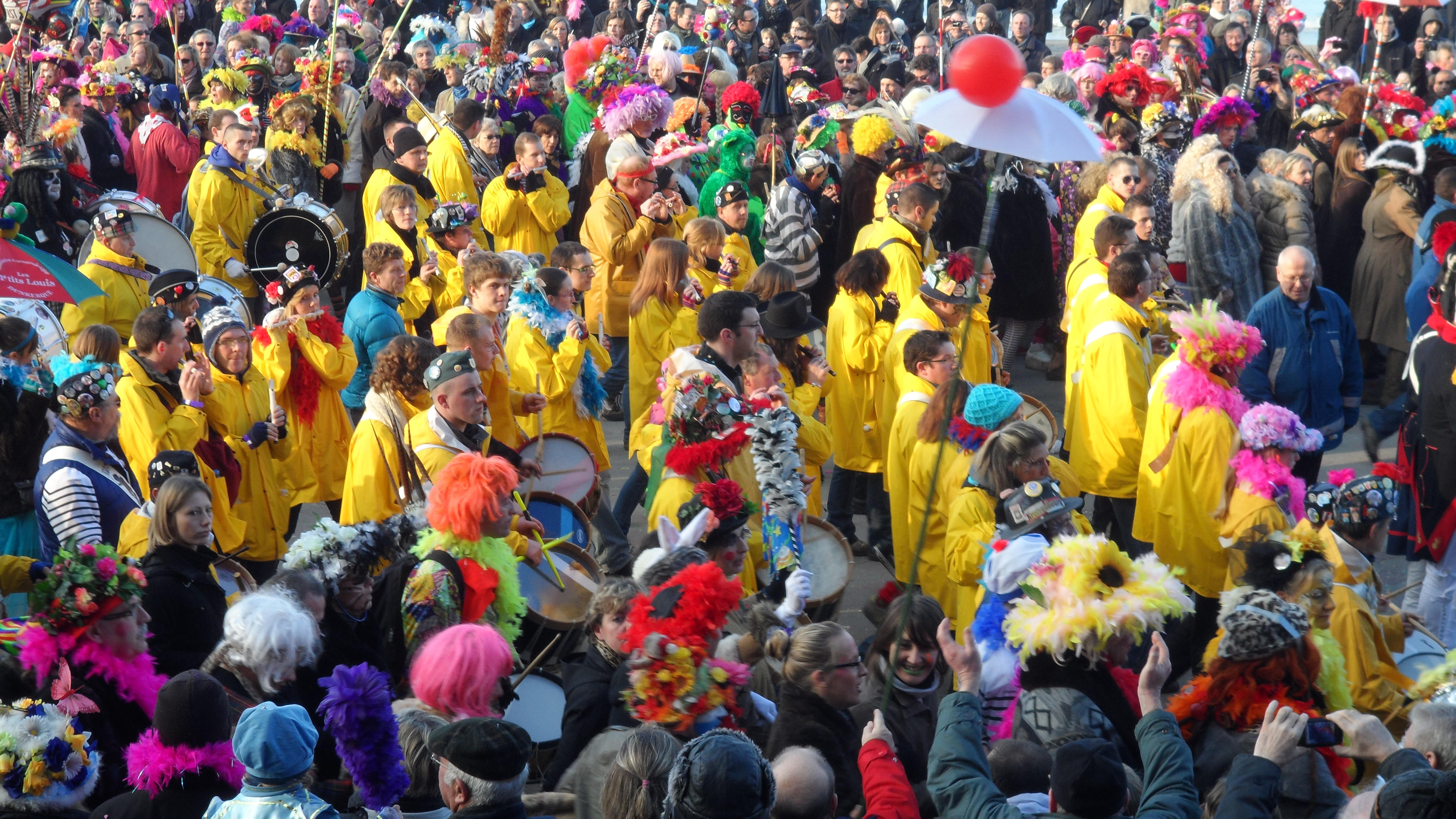
Fifres et tambour de la « clique »

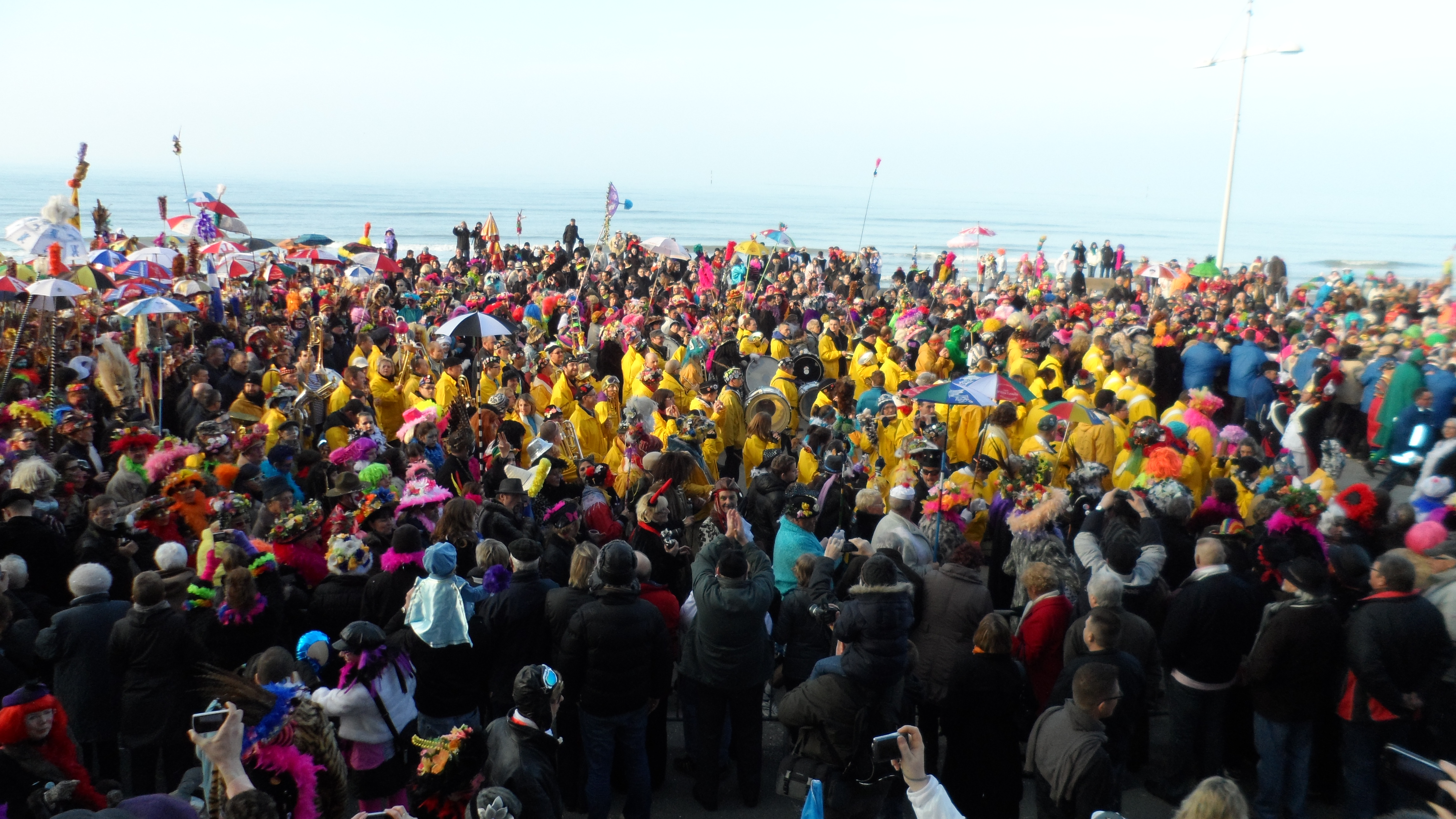
Plan d'ensemble de la bande avec de gauche à droite : les premières lignes, la « clique » et le tambour-major

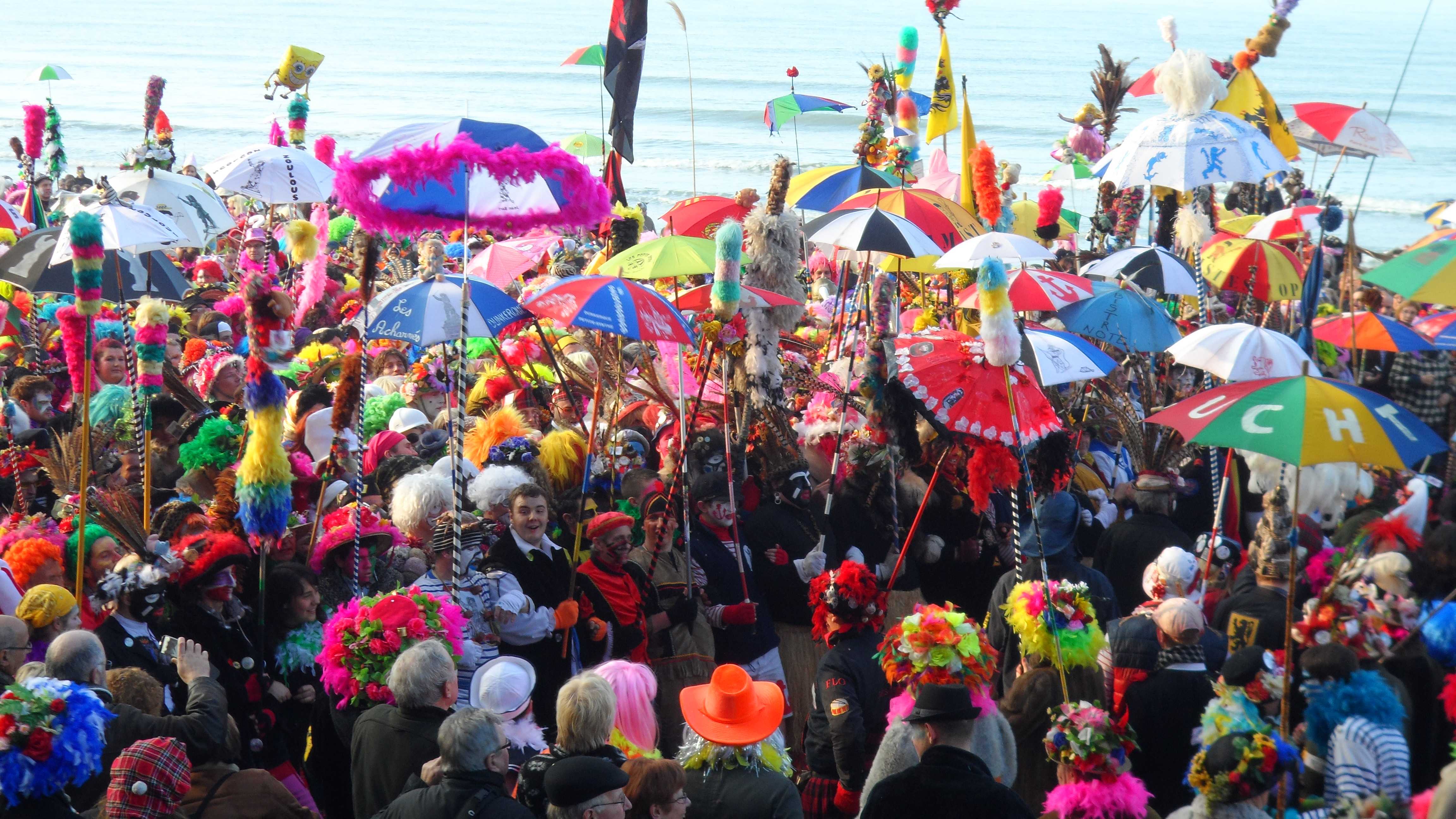
Les premières lignes

Les origines du carnaval dunkerquois remontent au début du XVIIe siècle. Les armateurs offraient aux marins-pêcheurs, avant de partir pour 6 mois de pêche au hareng en Islande, un repas et une fête (la « Foye »), ainsi que la moitié de leur solde. Beaucoup d'entre eux ne revenaient pas toucher l'autre moitié (perdus en mer, naufrage...) laissant femmes et enfants sans rien au Courghain.
De la foye naîtra la « Visschersbende » (bande des pêcheurs en flamand). Elle se déroulait à l'origine entre le lundi gras et le mercredi des cendres marquant le début du Carême, ce qu'on appelle les 3 joyeuses,.
Le premier document officiel connu parlant de ces festivités est une ordonnance du Magistrat datée du 16 janvier 1676 qui réglementait les festivités.
Il existait également jadis à Dunkerque une autre très grande fête aujourd'hui oubliée : les Folies. Par certains aspects : déguisements, notamment en sauvages, travestissement, géant, elle paraît préfigurer l'actuel Carnaval de Dunkerque. Elle avait lieu en été, le 24 juin, jour de la Saint Jean.

## La Charte du carnaval
Depuis plusieurs années, la popularisation du carnaval pose problème. Certes l'afflux supplémentaire de spectateurs et de carnavaleux « initiés » permet d'augmenter les recettes commerciales et l'esprit de confraternité (« Plus on est de fous, plus on rit »). Mais l'événement attire également des carnavaleux « novices » qui nuisent (volontairement ou non) au déroulement du carnaval car ils ne connaissent pas les règles induites de celui-ci[non neutre] :
- Règles générales : 
  - Le carnaval de Dunkerque est avant tout un carnaval, ce qui signifie que tout carnavaleux doit être un minimum déguisé, maquillé ou masqué pour pouvoir faire la bande ou le bal.
  - Les musiques du Carnaval sont la base de celui-ci, il est donc préférable de les connaitre, notamment l'Hommage au Cô et la Cantate à Jean Bart qui sont réellement sacrées pour les carnavaleux.
  - Il n'y a pas une façon de faire le carnaval mais plusieurs : dans la bande, dans les bars, dans les chapelles, devant la musique, derrière la bande, etc. ou un mélange de tout cela.
- Alcoolémie :
  - le Carnaval n'est pas un concours d'alcoolémie. Les boissons alcoolisées (bières, diabolo flamand, punch, rosé et champagne) sont en vente mais ce n'est pas une raison pour finir en coma éthylique.
  - La majorité des personnes formant la bande n'est pas saoule, un carnavaleux trop éméché ne doit pas s'insérer dans une « ligne » en croyant que ceux qui sont à ses côtés sont dans le même état que lui, c'est faux et dangereux pour tous.
  - Tant dans un bal que dans la bande les bouteilles en verre sont interdites, si elles cassent elles risquent de blesser plusieurs personnes. De plus, notamment lors des bals, il est fort désagréable de marcher sur du verre pendant des heures.
- Dans la bande :
  - La base de la bande c'est la « ligne ». Lorsque la bande défile dans les rues, cela correspond à un alignement de carnavaleux qui occupe grosso modo la largeur de la chaussée. Lorsque la bande est au rigodon ou lors d'un bal, la ligne correspond au rayon entre le kiosque (ou l'élément central) et les obstacles extérieurs (arbres, scène, spectateurs...). Pour la réussite des chahuts et la sécurité de chacun, les lignes doivent être entières, c'est-à-dire qu'elles doivent s'étendre sur toute la largeur, et les carnavaleux qui la composent doivent se tenir « encoudés » même si on ne connaît pas son voisin de gauche ou de droite.
  - On distingue les « premières lignes » qui ont pour objectif de retenir la bande alors que les autres « lignes » ont pour objectif de pousser. Les « premières lignes » ne sont généralement pas accessibles aux novices en raison de leur importance capitale (si elles s'écroulent pendant un chahut, les autres lignes s'effondrent également).
  - Lorsque les fifres jouent, la bande avance tranquillement, il ne faut pas pousser les personnes devant soi. Lorsqu'un chahut se termine, les fifres reprennent directement, cependant en raison de la « décompression », il est probable que les « lignes » reculent, il faut alors également reculer si nécessaire et ainsi ne pas entraver le mouvement global, puis repartir vers l'avant.
  - Lorsque les fifres s'arrêtent et que le reste de la musique se met à jouer, il y a un chahut. Cependant, on pousse en « ligne », c'est-à-dire avec le torse (en étant toujours accroché avec son camarade de gauche et celui de droite) et non en poussant avec les mains dans le dos du carnavaleux de devant.
  - La seule zone où les carnavaleux ne doivent pas se trouver, c'est entre les musiciens et la « première ligne ».
  - On ne sort pas de la bande en plein chahut, c'est totalement impossible, il faut attendre la fin d'un chahut et crier « sortie », puis sortir du côté le plus court lors d'une bande, et du côté extérieur lors d'un rigodon/bal. Lorsqu'une personne crie « sortie » devant un carnavaleux, il convient de la laisser sortir en retenant les carnavaleux qui poussent derrière soi. Si une personne crie « sortie » sur l'un des côtés, le carnavaleux libère son bras dès que possible et une fois la personne partie s'accroche à un autre carnavaleux de la même ligne.
  - Si un carnavaleux tombe dans la bande, il ne doit pas tenter de s'accrocher au carnavaleux devant lui (il risque au mieux de l'entraîner dans sa chute). Lorsqu'une ou plusieurs personnes tombent, les carnavaleux autour d'eux crient « chute », tous ceux autour des personnes tombées retiennent alors les lignes devant ou derrière elles pour éviter que d'autres tombent. Les carnavaleux les plus proches doivent relever les personnes tombées le plus rapidement possible. Le risque de chute est diminué si les carnavaleux sont bien accrochés.
  - Le port de chaussure de sécurité est conseillé, en raison de la proximité des jambes lors des chahuts, il arrive très fréquemment de se faire marcher sur les pieds. Par contre, il faut éviter au maximum de donner des coups dans les jambes.
- Dans les bals :
  - Pour éviter à la fin du bal de marcher dans le verre et le plastique, les carnavaleux doivent ramener leur verre, leur coupe ou leur bouteille dans un des bars.
  - Pour éviter les bagarres, il ne faut pas traverser les salles avec des verres pleins prêts à se renverser.
- Dans les chapelles :
  - On n'entre dans une chapelle que si on y est invité. Soit on connaît l'hôte, soit celui-ci nous laisse entrer lorsqu'on arrive avec un de ses invités (que l'on connait nous-même). Pas d'entrée en force ni d'entrée au moment où des invités sortent sans l'hôte.
  - On peut arriver dans une chapelle avec des bouteilles ou de la nourriture mais on ne repart jamais avec, d'autant plus si ce ne sont pas les mêmes vivres.
  - Si les amis d'invités sont autorisés à entrer dans une chapelle, cela fait d'eux des « invités », c'est-à-dire qu'ils ne sont pas autorisés à faire entrer leurs propres amis sans l'accord de l'hôte.
- Dans les bars :
  - Souvent il y a 1 serveur pour 10 carnavaleux, il faut faire preuve de patience et attirer l'attention du serveur ou se rendre directement au bar pour prendre la commande.
  - Une fois servi, s'il y a de la place, il faut tenter de s'éloigner du comptoir pour que d'autres puissent y avoir accès.
- L'Hommage au Cô et la Cantate à Jean-Bart :
  - Ces deux chansons sont jouées à la fin de chaque bande, (hormis lors de la bande de la Citadelle où l'Hommage au Cô est joué lorsque la bande arrive dans la Rue Cô Pinard) et à la fin de chaque heure de chahut dans les bals. Lors de ces deux chansons, les carnavaleux ne s'encoudent plus mais se tiennent par la main. De plus, lors de la Cantate à Jean Bart, les carnavaleux s'agenouillent du début de la chanson jusqu'à ce que le nom de Jean Bart soit répété.

## Les associations carnavalesques

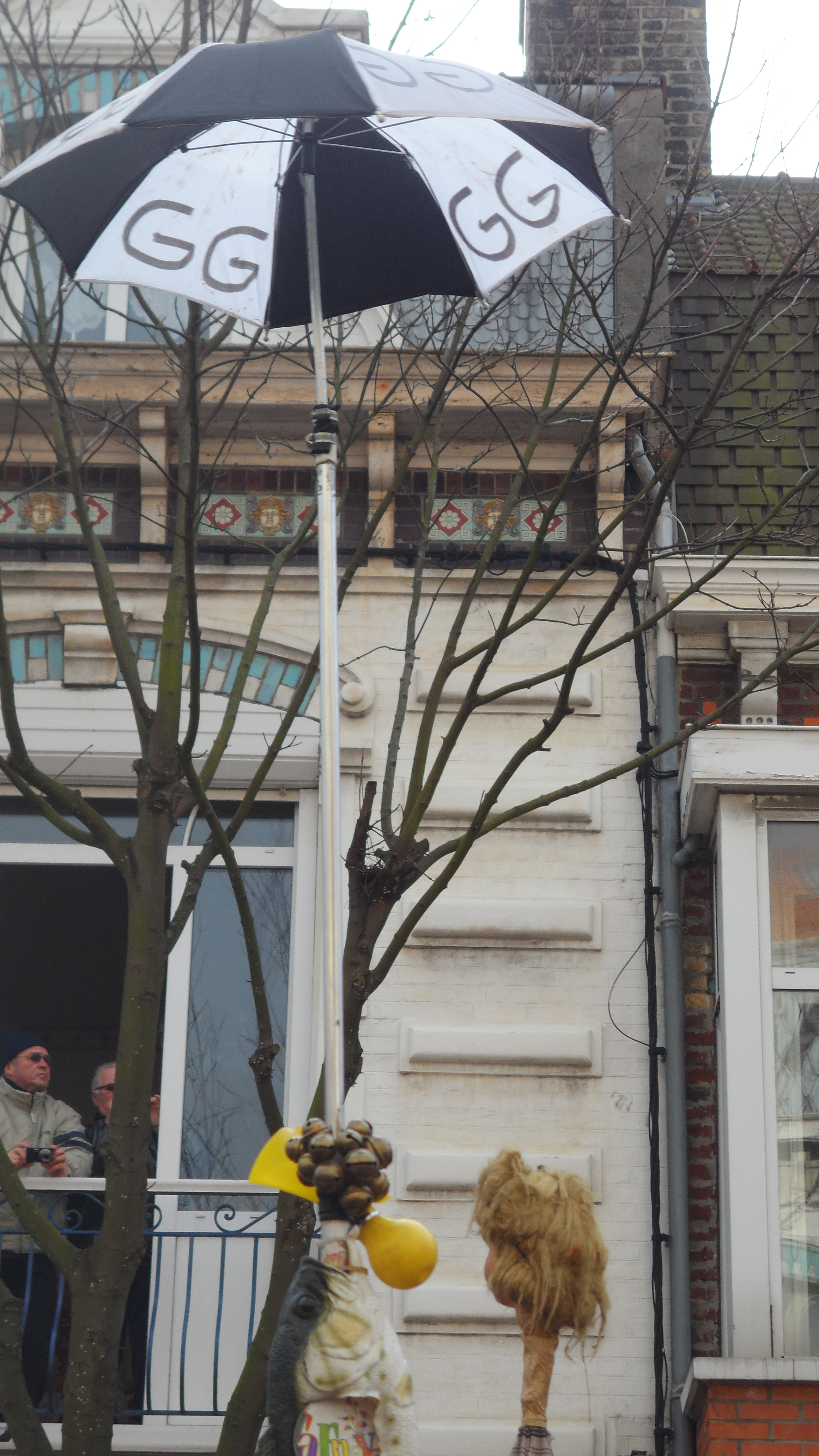
Parapluie de la Jeune France

Les carnavaleux sont indépendants, ou regroupés en associations. L'association carnavalesque est une tradition dunkerquoise très ancienne. Il existe un opuscule imprimé à Dunkerque chez la veuve Weins en 1826 intitulé Société des carnavalos. Il contient quatre chansons, deux flamandes et deux françaises.
Chaque association organise son bal. Parmi elles, on trouve :
Les Acharnés, Les Bringuenaeres, Les Corsaires Dunkerquois, les Chevaliers du XXe siècle, Les Zôt'ches, Les Creut'ches, Les Kakernesches, Les Quat'z'arts ou encore les Zotes, les neuches cô, les creules cô, le sporting, les p'tits louis, la Jeune France, les zootenards, les zouteboumes, les veintches, les judcoot lussen, les roses marie, les boucaniers, les zygomards, les nucholards, les p'tits baigneurs, les reutelaers, les corsaires fort-mardycquois, les potes iront, les zamustaers, les flibustiers, les craquelots, les tiottes nenettes, les swinguelaeres, les rex podingue, les straetepoppes, les 8 wiches, les nountches, les potjes vlesch, les cô-nitots, les optimistes, les berguenards, les chevaliers, couckenards, les peirates, neuzes nyts, les buckenaers, les Spyckenaerts, les steickebeilles, les gais lurons, les bierenards, les hallebardes, les peulemeuches, les noirs, les joyeux beultes, les Veint'ches de Ruminghem, les Droumdoums, Les Mousses d'jean-bart, les tits gillous, Les Pint'jes, Les Cop'1 D'abord, Les Mystit'ches, Les Fées Papillons, La Patate Gravelinoise, Les Babbelaers de Warhem, les Quickepitchenaeres de Ledringhem, etc.

## Les bandes

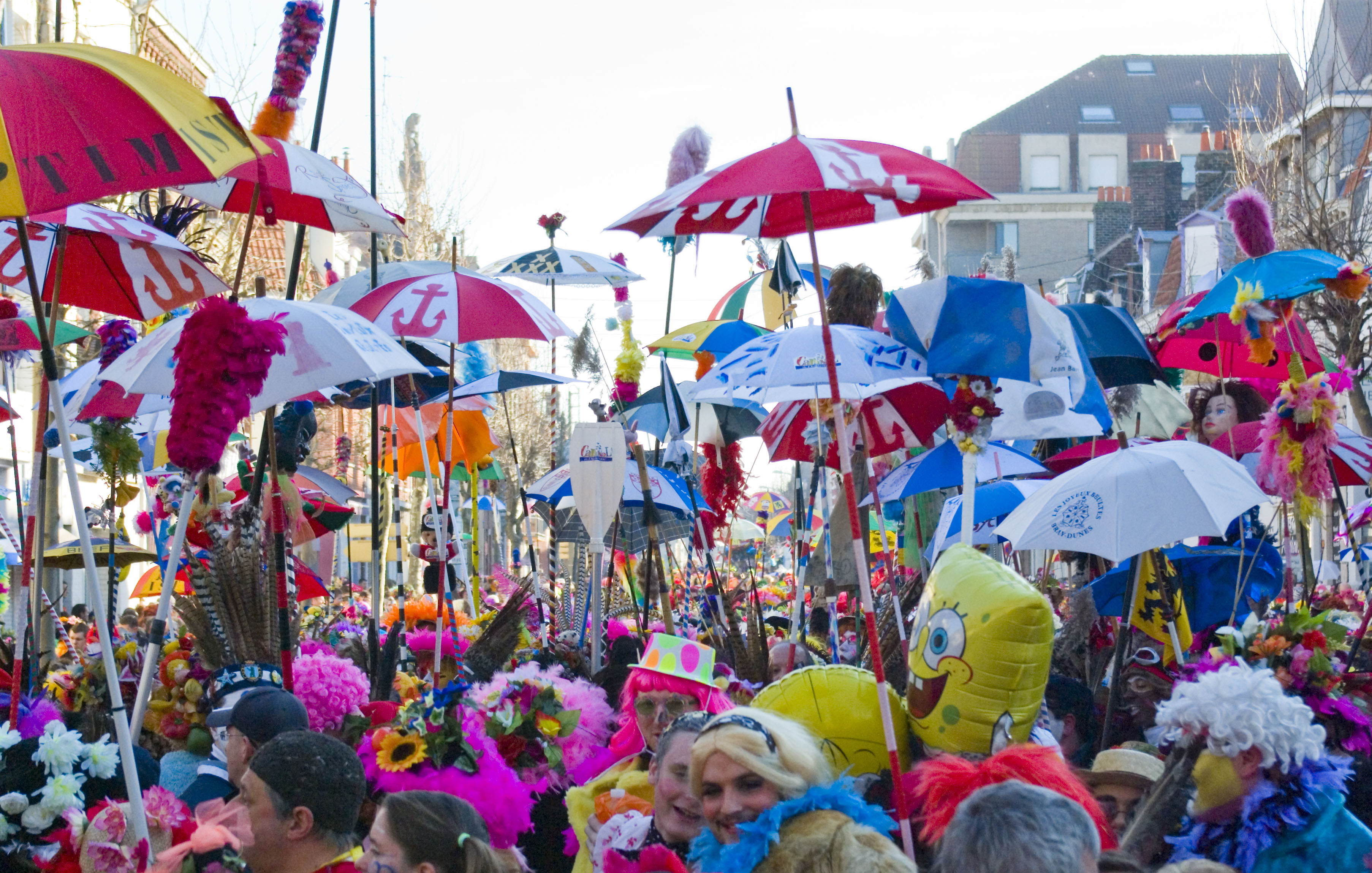
Vue d'ensemble des masques (carnavaleux)

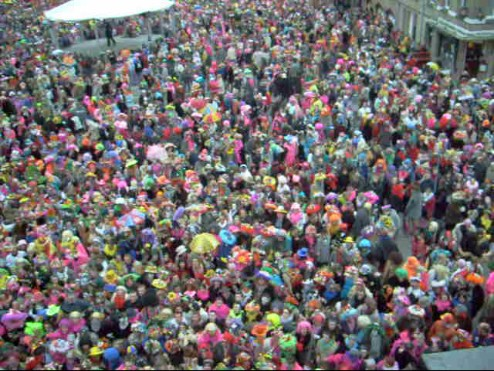
Vue de la bande de Bergues depuis la Mairie

Une bande est un rassemblement de personnes déguisées défilant dans les rues d'une ville ou d'un quartier. Elle est composée du tambour-major, de la clique (la musique) et des carnavaleux.
Les différentes bandes :
Armbouts-Cappel, Bierne, Bray-Dunes, Basse-ville, Bergues, Bourbourg, Brouckerque, Citadelle, Craywick, Coudekerque-Branche, Cappelle-la-Grande, Cassel, Dunkerque, Drincham, Esquelbecq,Fort-Mardyck, Ghyvelde, Grand-Fort-Philippe,Gravelines, Grande-Synthe, Hoymille, Killem, Ledringhem, Leffrinckoucke, Loon-Plage, Malo-les-Bains, Petite-Synthe, Pitgam, Rosendaël, Rexpoëde, Saint-Pol-sur-Mer, Teteghem, Zuydcoote, Mardyck
Le tambour-major dirige la musique et choisit le parcours. Typiquement, la musique s'organise de la façon suivante : d'abord les tambours derrière le tambour-major, puis les fifres, et enfin les cuivres et les grosses caisses. Lorsque les fifres jouent, les carnavaleux avancent en marchant doucement. Lorsque les trompettes jouent, alors a lieu un chahut. Les premières lignes ont pour but de retenir les carnavaleux, organisés eux aussi en lignes, poussant de bon cœur. Au milieu de la musique se trouve le « chef de bande », lorsque le tambour-major lui indique, il est chargé de choisir et d'entonner les premières notes d'un chahut. Il est alors suivi par le reste des musiciens. Au cours de la bande, hormis lors des arrêts de la bande, la clique ne joue pas qu'à deux moments : lors de la chanson Putain d'Islande et le deuxième couplet de l'Hommage au Cô.

### Affluence de la bande de Dunkerque
Les chiffres annoncés tournent autour de 50 000 carnavaleux lors de la bande de Dunkerque, en 2023, la fréquentation a été de 71 000 carnavaleux

## Les bals
Les plus connus d'entre eux se déroulent au Kursaal, à Malo-les-Bains. Avant d'y entrer - à l'avant bal - les carnavaleux fréquentent les bars de la digue, où ils boivent une bière ou deux. Le bal est une sorte de grande fête où tous les carnavaleux se réunissent pour s'amuser et rencontrer des gens, sur des musiques du carnaval et de la variété. Chaque bal est organisé par une association. C'est l'occasion de discuter avec des personnes inconnues mais néanmoins dans un esprit de camaraderie, c'est cela l'esprit carnaval.

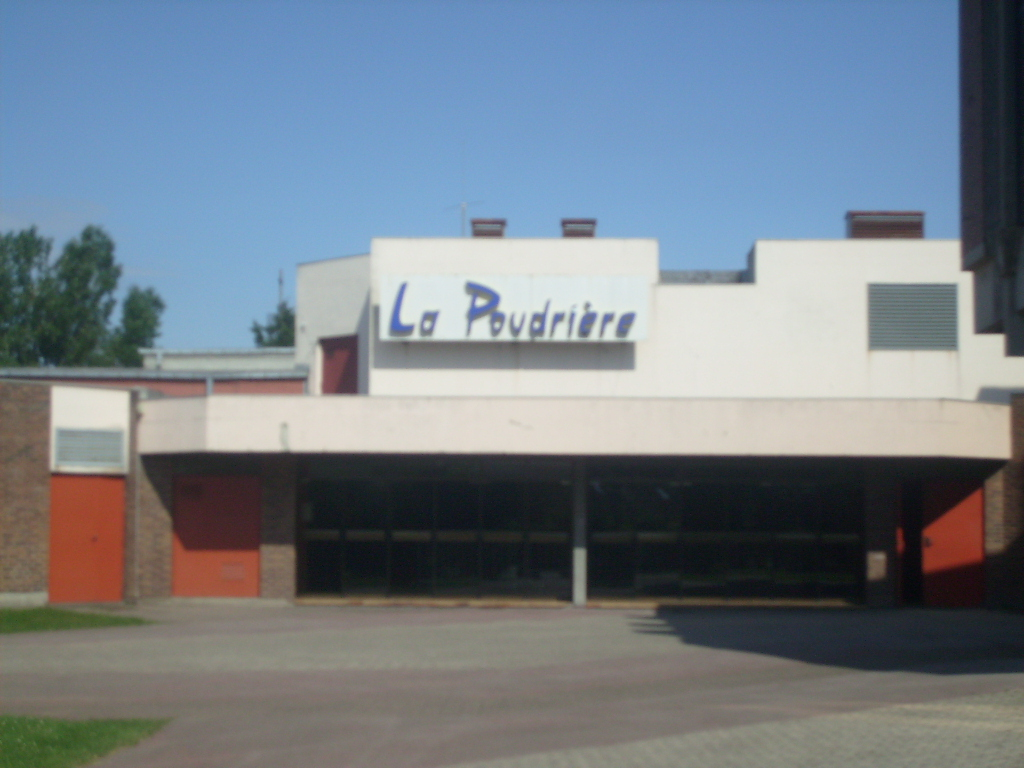
La Poudrière

 Liste chronologique des Bals de Carnaval au Kursaal:
- Bal du Chat Noir

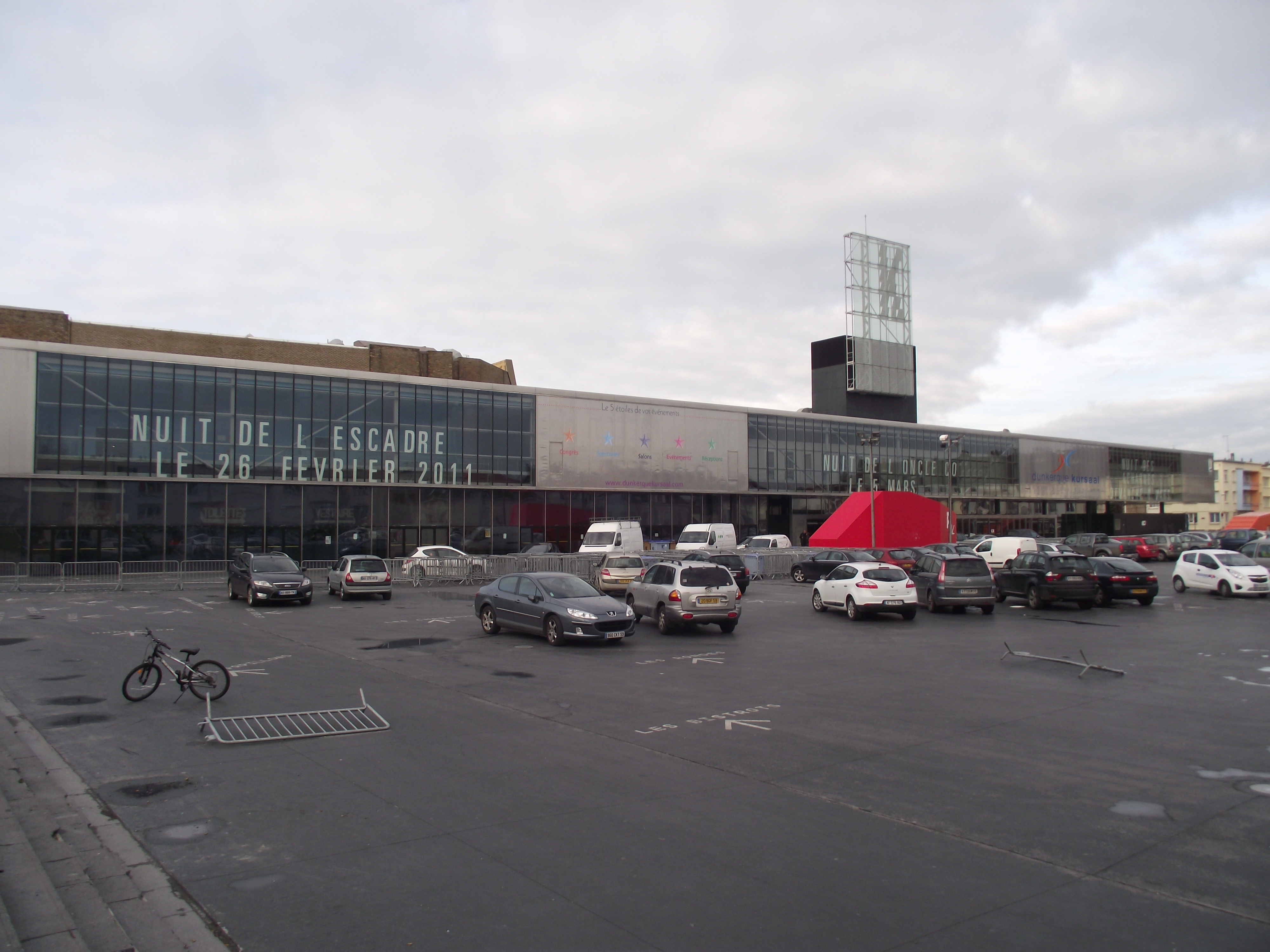
Le Kursaal

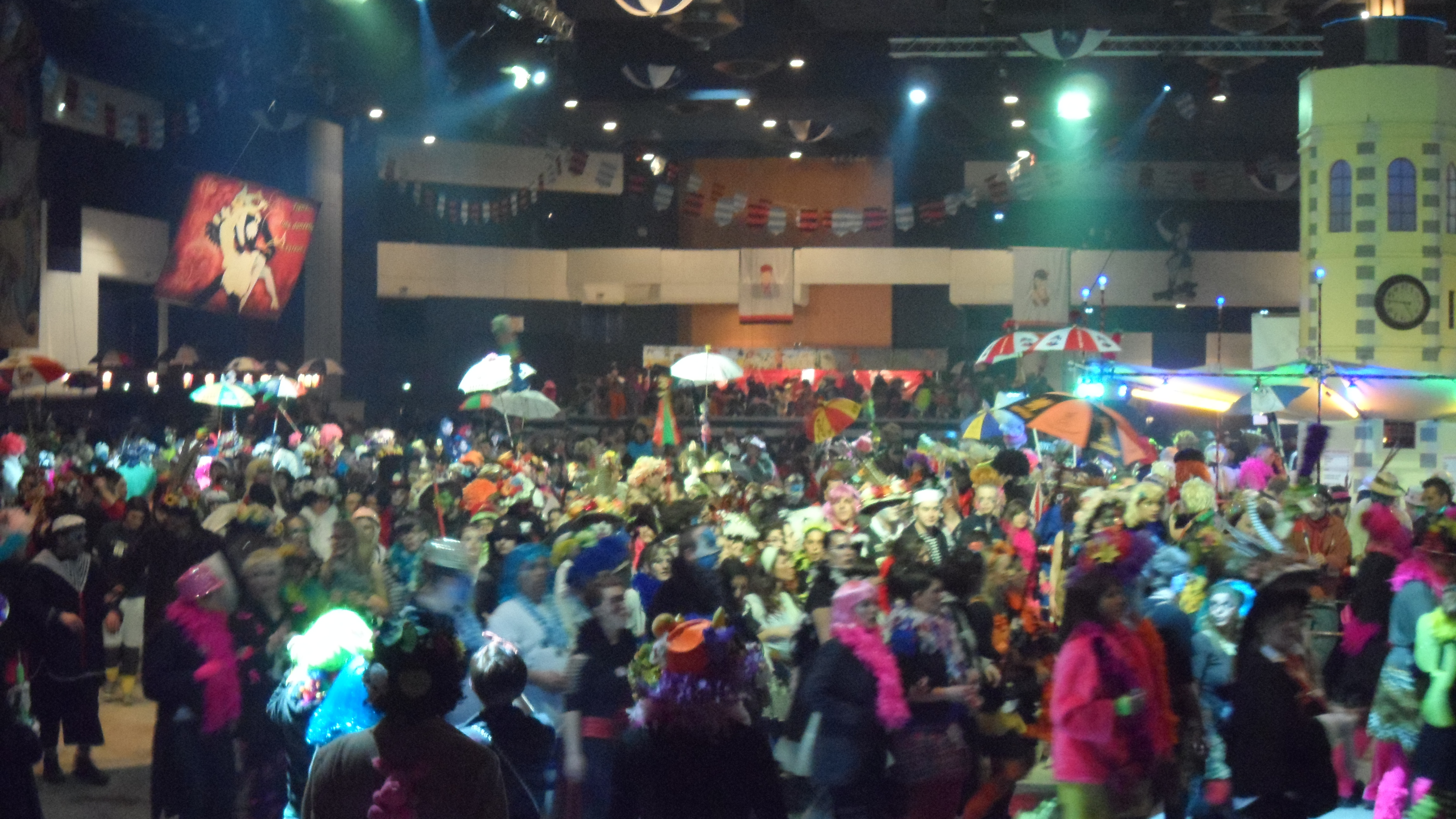
Début du « chahut de minuit » lors du bal de la Violette

- Bal des Kakernesches ou « Nuit de la Rose »
- Nuit de l'Escadre « Bal des Corsaires »
- Nuit de L'oncle Cô
- Bal des Acharnés
- Bal des Gigolos-Gigolettes
- Bal de la Violette
- Bal du Sporting
- Bal du Printemps

Liste chronologique des Bals de Carnaval à la Poudrière à Leffrinckoucke
- Bal des Creules-Cô
- Nuit des Couckenards
- Bal des Bringuenaerds
- Bal des Nountches
- Bal des Halles Bardes
- Bal des Potches Vleesches
- Nuit des Optimistes
- Bal des Straetepoppes

Autres Bals
- Bal des Tiotes Nénettes (Oye-Plage)
- La Nuit des Potes Iront (Coudekerque-Branche)
- Bal des Neuches Cô (Uxem)
- Nuit des Zôt'ches (Grande-Synthe)
- Bal des Joyeux Beultes (Bray-Dunes)
- Bal des Zootenaerds (Fort-Mardyck-salle des fêtes)
- Peulemeuches (Hoymille)
- Bal des Creutches (Armbouts-Cappel)
- Bal des RijselSprats (Ronchin - Salle Alfred Colin)
- Bal des Judcoot Lussen (Zuydcoote)
- Bal des Reutelaeres (Téteghem)
- Bal des 8 Wiches (Salle Coluche Loon-Plage)
- Carn'ados (Arsenal de Gravelines) organisé par Atouts Ville
- Bal des Nucholaers (Arsenal de Gravelines)
- Bal du Mardi Gras (Bergues)
- Nuit de la Flibuste (Grand-Fort-Philippe)
- Bal des Zygomards (Arsenal de Gravelines)
- Nuit des Zotes (Arsenal de Gravelines)
- Bal des Roses Maries (Arsenal de Gravelines)
- Nuit des Boucaniers (Arsenal de Gravelines)
- Bal des Spyckenaerts (Spycker)
- Bal des Buckenaeres (Wormhout)
- Bal des Neuzes-Nyts (Cappelle-la-Grande)
- Bal des Berguenards (Bergues)
- Bal des Zamustaers (Bourbourg)
- Bal des Gais-Lurons (Bray-Dunes)
- Bal des Stekebeilles (Ghyvelde)
- Bal des Peirates (Pitgam)
- Bal des Swingelaeres (Killem)[7]
- Bal du Prestige (Ruminghem)

## Le déguisement «clet'che»

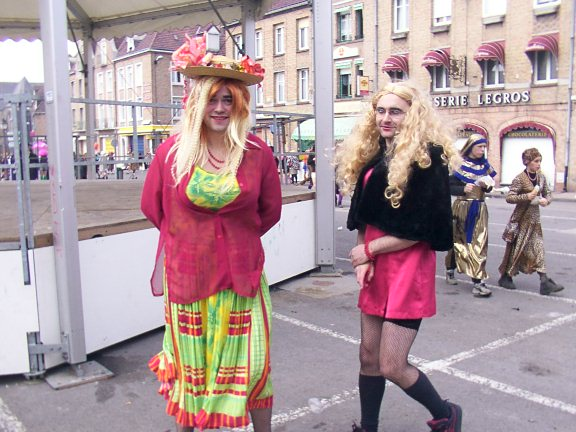
Carnavaleux déguisés en femme

Le carnaval est l’occasion de se défouler et de laisser libre cours à son imagination. C’est pourquoi les carnavaleux rivalisent d’ingéniosité pour la confection de leur clet’che, autrement dit de leur déguisement. Beaucoup d’hommes se déguisent en femmes et pour cela adoptent perruques, jupes bas-résilles, bijoux, faux-cils, maquillage, chapeaux à fleurs. Certains enfilent même des sous-vêtements féminins au-dessus de leur robe.
D’autres choisissent le pagne de paille, le sous-pull noir et se noircissent le visage afin de ressembler aux « zoulous ». Cette pratique, qui rappelle celle du blackface, est cependant sujette à controverse.
Le tablier d’écolier à carreaux rouge et blanc, très à la mode autrefois, se fait plus discret.
Les déguisements s’assemblent souvent à l’aide de vieux vêtements retrouvés dans le grenier ou offerts par une tante ou une grand-mère. Les carnavaleux sont les rois de la récupération.
Le marché de Dunkerque a même son « coin carnaval », appelé « Cafougnette » ou l'on achète de vieux vêtements pour le carnaval (fourrures, chapeaux, vêtements..).
Le parapluie multicolore, appelé "berguenaere" a également une place centrale dans le carnaval dunkerquois,,.

### Polémique
En décembre 2017, une affiche de l’événement le bal des noirs suscite l'indignation de la brigade antinégrophobie, une association antiraciste qui s'oppose à l'évènement. L'association reproche notamment l'utilisation du blackface,,,,. Le 10 février, dans une tribune au journal Le Monde, le maire de Dunkerque, Patrice Vergriete défend l'évènement et plaide pour un droit à la caricature,,. Le conseil représentatif des associations noires de France (CRAN) et l’alliance noire citoyenne (ANC) saisissent le tribunal administratif de Lille pour faire interdire cette soirée pour trouble à l’ordre public . Le 9 mars, le juge des référés de ce tribunal rejette le recours présenté en expliquant que "La nuit des noirs" au cours de laquelle les participants se griment en noir et revêtent les tenues traditionnelles des tribus africaines est de nature à choquer. Toutefois, il n’y a pas d’illégalité manifeste portant atteinte à une liberté fondamentale à ne pas interdire cette soirée dès lors qu’elle s’inscrit dans le contexte burlesque général des festivités du carnaval de Dunkerque, qu’il n’y a pas de justifications de risques de commission d’infractions à caractère racial et de troubles à l’ordre public qui pourraient en résulter",. Les associations dénoncent dans ce jugement un racisme d'État et mènent une action durant l'événement.

## Jet de harengs

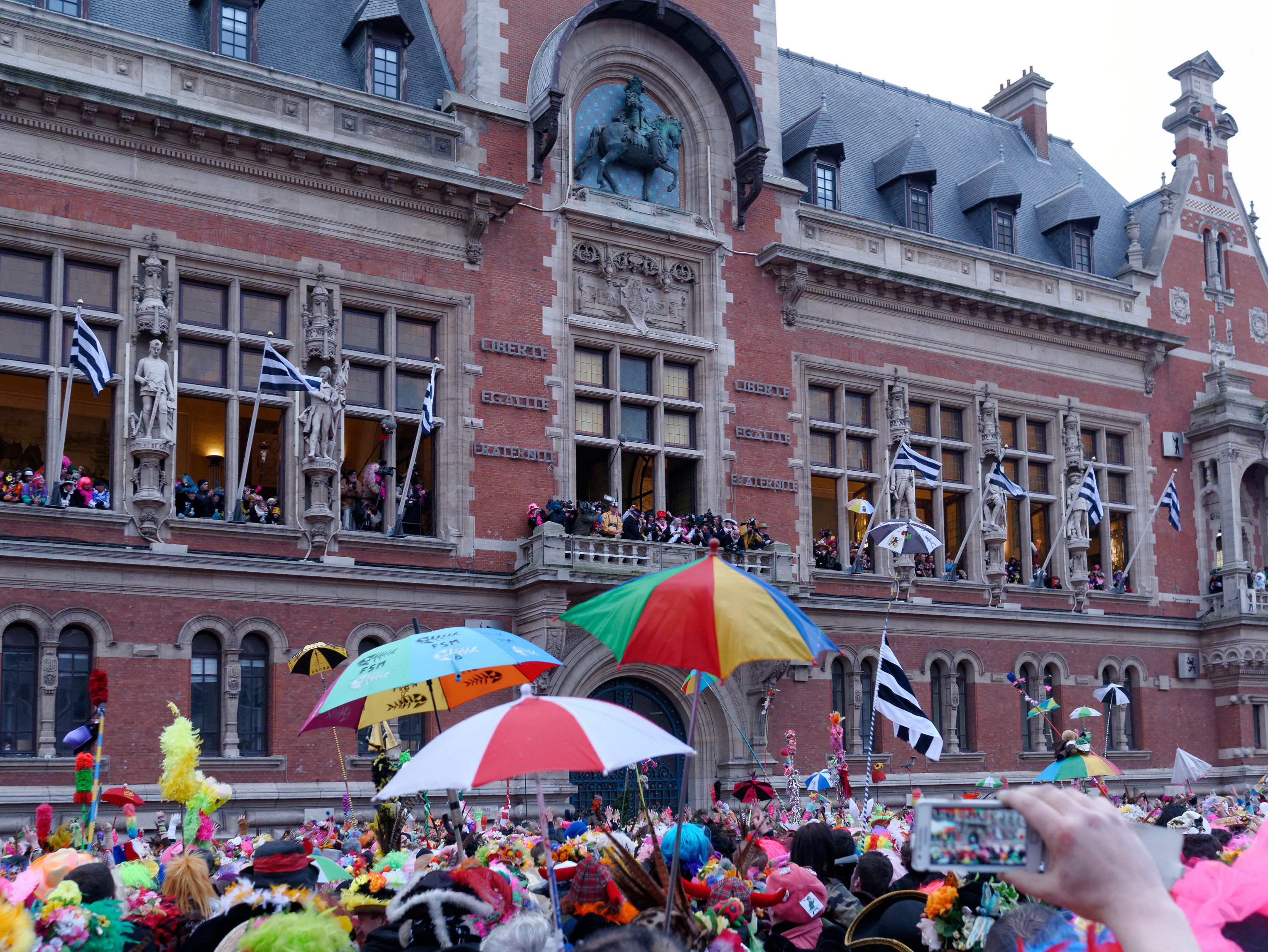
Lancer de harengs de la bande de Dunkerque 2013

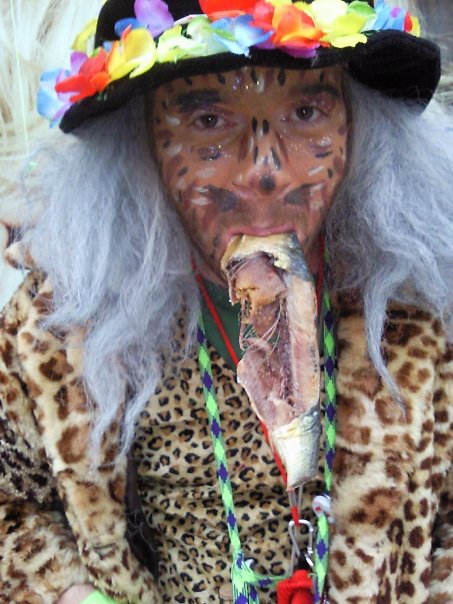
Hareng au carnaval de Dunkerque

À la bande de Dunkerque, les carnavaleux s’arrêtent toujours devant l’hôtel de ville où le maire et son conseil municipal lancent des harengs fumés, enveloppés dans un film protecteur, sur les carnavaleux, ce qui ne manque pas de déclencher une énorme bousculade. Au sommet du jet de harengs, le maire lance également un homard en plastique. Le lancer du homard est un clin d'œil à l'ancien maire de Dunkerque : Michel Delebarre. En effet, son prédécesseur s'appelait Claude Prouvoyeur, et les carnavaleux, au moment du jet de harengs, chantaient en chœur « Prouvoyeur, des kippers (harengs fumés en dunkerquois) ! ». Une fois M. Delebarre élu au poste de maire, les carnavaleux, souhaitant conserver une rime traditionnelle, se sont mis à chanter « Delebarre, des homards ! » ; le carnavaleux chanceux qui l’attrape peut ensuite l’échanger contre un vrai. Le maire actuel, P. Vergriete, a choisi de lancer des frites, toujours dans le même esprit.
Historiquement, le lancer de harengs a débuté après la Seconde Guerre mondiale. La municipalité, voulant célébrer la rénovation de l'hôtel de ville dont il ne restait que les briques en 1945, consulta Jean Minne qui proposa de lancer des harengs car c'en était la saison.
La plupart des bandes ont leur jet de harengs, une particularité existe à Saint-Pol-sur-Mer où le hareng le plus prisé est jeté (car séché et non fumé) cependant celui de la bande de Bergues est différent puisque les harengs sont remplacés par du fromage de Bergues.

## Le Figueman et l'Intrigue
Le Figueman est très répandu dans la bande. Il l'accompagne, masqué et grimé afin de se rendre méconnaissable, et armé de son bâton au bout duquel pend une chaussette malodorante, une araignée ou un poisson, accrochés par une ficelle. Ces objets ont remplacé la figue d'où il tire son nom au début du siècle. Le Figueman pratique l'Intrigue. En contrefaisant sa voix, il taquine les spectateurs et les carnavaleux, bien souvent des gens qu'il connait bien. Le jeu est alors de découvrir qui se cache derrière l'intrigant.

## Les chapelles
Pendant les bandes, les habitants des quartiers concernés ouvrent leurs portes aux carnavaleux qu’ils connaissent, qui trouvent ici de la bière, de la soupe à l'oignon, des harengs, du poddingue, du potjevleesch, de la musique, pour une ambiance très conviviale.
Il faut souvent connaître un mot de passe pour pouvoir rentrer dans une chapelle, les invitations se font selon la réputation du carnavaleux, s'il est respectueux, fêtard et toujours prêt à chanter !

## Rigodon final
À la fin de la bande, la musique se place sur un podium autour duquel les carnavaleux entament le rigodon final pendant une heure sur tous les airs de Carnaval. Les carnavaleux sont écrasés les uns contre les autres pendant tout le rigodon, même pendant les chansons ne provoquant pas habituellement de chahut et autre « tien bon d'ssus ». Par temps froid, il n'est pas rare de voir s’élever au-dessus des carnavaleux comprimés, un nuage de vapeur, qui donne à l’évènement un aspect irréel. À la fin du rigodon les carnavaleux entament l’hymne à Co-Pinard, en souvenir du regretté Tambour-Major, et la Cantate à Jean Bart, en hommage au corsaire dunkerquois. À la bande de Dunkerque, le rigodon final a lieu place Jean Bart et à Malo à la place Turenne autour du kiosque, et sur toutes les places principales des villes et villages lors de bandes.

## Musique

### Le Tambour-Major et sa Confrérie

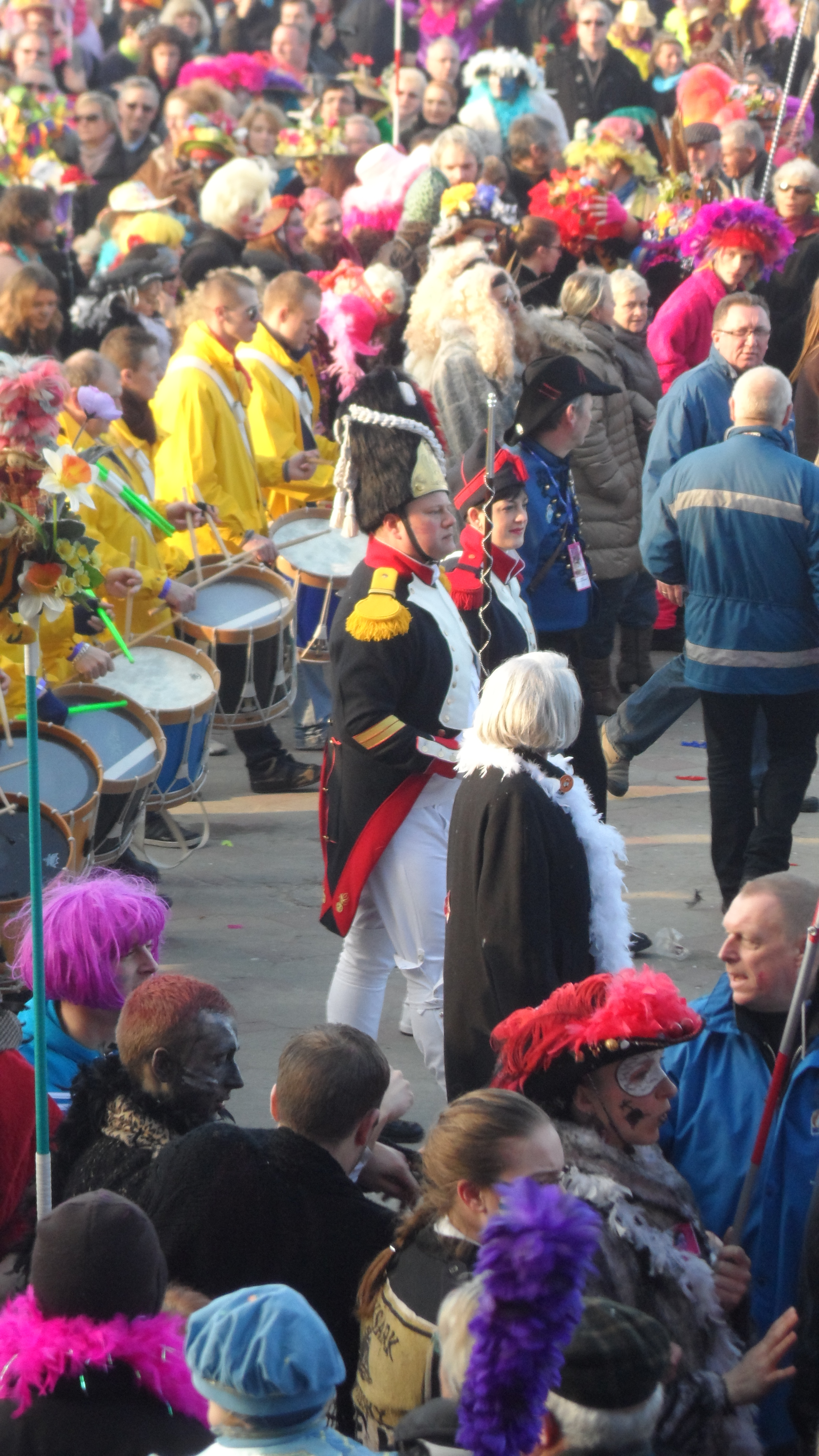
Goliath VIII, tambour-major de la bande Malo-les-Bains

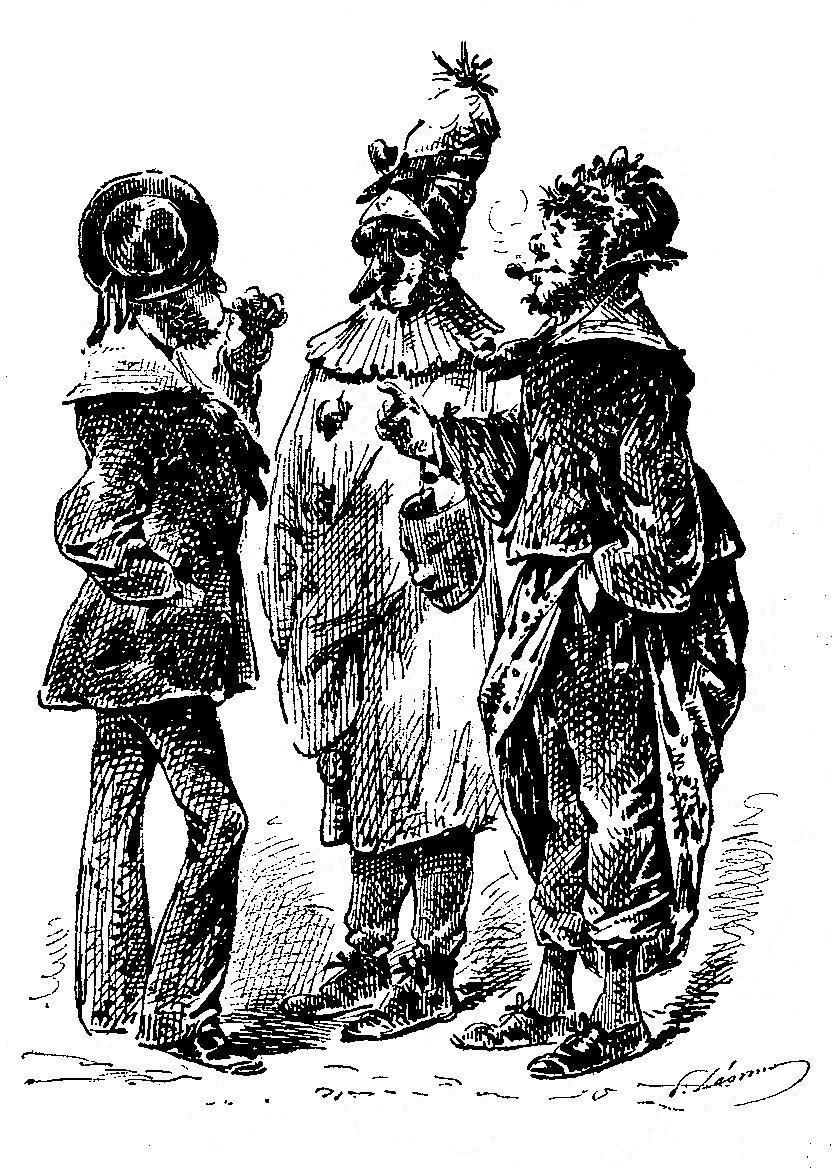
À l'origine, le Carnaval de Dunkerque est un carnaval de marins. Ce dessin figure des marins en carnaval en 1874.

Le tambour-major conduit la musique. Il décide de l’endroit des chahuts et autres « tien bon d’ssus » ainsi que des arrêts de la bande. La plupart des tambours-majors dirigent une bande, certains comme Daniel Tirmarche alias Cacaille en gèrent deux. On ne connaît pas précisément son origine, toujours est-il que le premier tambour-major reconnu comme tel serait « Pintje Bier » vers 1850. On connaît mieux les tambours-majors après la guerre de 1870, successivement Co-Genièvre, Co-Gnac, Cô-Pinard, Co-Schnick, Co-Trois-Six, Co-Schlock, le célèbre Cô-Pinard II, Co-Schlock II,
C'est actuellement Co-Boont'che qui officie à la bande de Dunkerque depuis 2011.
Le plus célèbre reste Cô-Pinard II qui laissa beaucoup de carnavaleux orphelins après sa mort. Une rue dans le quartier de la citadelle lui est dédiée.
En 1991, date de la guerre du Golfe, une confrérie non officielle de Tambours-majors de l'agglomération dunkerquoise voit le jour, dont Jacky HENNEBERT, ancien Tambour Major qui effectuera les fondations.
Depuis janvier 2013, La Confrérie des Tambours Majors du Carnaval de Dunkerque (CTMCD) est officialisée et crée son association loi de 1901, regroupant 29 tambours-majors.
La CTMCD (Confrérie des Tambours Majors du carnaval de Dunkerque) se mue donc en association officielle, et vote ses statuts.
Le président actuel est Cô Boont'che alias Pascal BONNE, Tambour Major de la Bande de Dunkerque, et son Vice Président Cacaille, Tambour Major de la Bande de Saint Pol sur Mer et Citadelle.

### Chants
Le carnaval de Dunkerque possède un grand nombre de chants traditionnels. Certains de ces chants sont des adaptations d'hymnes populaires ainsi « Est-ce que t'as pas vu la bande » tire sa mélodie de la « Marche lorraine » et l'« Hommage au Cô » vient de l'« Amazing Grace ». D'autres sont des chansons connues comme « l'avion » ou « on a fondé une société ». Enfin il y a également une part de ces chansons qui ont été créées de toutes pièces pour la carnaval. Nombre de ces chants sont marqués par une profonde vulgarité qui tient souvent à la pure bêtise. Parmi tous ces chants, on a :
- Au Cinquième Étage
- On est heureux
- Aïe, aïe, aïe, mon port'monnaie
- Ah c'qu'il a l'air bête celui-là
- N'achète plus d'allumettes
- L'amour c'est comme de la salade
- Ma Belle-mère
- Mets ton beste Cletch'
- Les commères d'la rue d'Saint Gilles
- Le Cake-walk
- L'Avion
- Chantal
- Le Chat noir
- Roul' ta boss', ton père est bossu
- Talire, Taloure
- Un garçon boucher
- Elle a cassé son parapluie
- Rose la poissonnière
- Si tu veux pas qu'ta femme...
- Come ni mei... Come ni mei...
- Nous habitons là-haut, là-haut
- Les macaronis
- Donne un zô à ton oncle Cô
- Va laver tes yeux
- C'est la noce à Crotte-Mion
- Est-ce que t'as pas vu la bande
- On dit qu'Dunkerque est mort
- La citadelle
- Ah ! Il fallait pas qu'il aille
- La femme qu'il aura
- Mets ton p'tit ... sur la glace
- Ah ! si vous voulez d'l'amour
- Ah ! Ah ! Léon
- Oh ! la ! la ! J'ai perdu ma flamme
- Allume ta pipe à la pompe
- Tou' les femm' y ...
- As-tu connu Manoot'che
- On a fondé une société
- Où irons-nous le mercredi des cendres ?
- Vivent les enfants de Jean Bart
- Hymne à Jean Bart ou Cantate à Jean Bart
- Hymne à Cô Pinard II ou Hommage au Cô

De nombreux disques compacts du répertoire classique ou de chansonniers locaux sont disponibles à l'office de tourisme.